# Stephen William Boyd
Stephen William Boyd es un profesor de turismo en la Universidad de Ulster en Irlanda del Norte. Con anterioridad a tomar esa posición era conferenciante sénior en Staffordshire Universidad en Stoke-on-Trent, Inglaterra y en la Universidad de Otago en Dunedin, Nueva Zelanda.
Es Coordinador de Maestría y Coordinador de Investigación en el Departamento de Gestión de Hostelería y Turismo de la Universidad de Úlster, Reino Unido. Su investigación se centra en los senderos, el patrimonio, parques nacionales, el desarrollo del turismo de nicho y después de los conflictos.
Ha sido coautor del libro Turismo de Patrimonio, el cual apareció #2º entre los 10 mejores best-sellers académicos de la revista de Educación Times en mayo de 2008.

## Algunas publicaciones
- 2014. Tourism and Trails: Cultural, Ecological and Management Issues. V. 64 de Aspects of Tourism. Con Dallen J. Timothy, ed. ilustrada de Channel View Publications, 307 p. ISBN 1845414780, ISBN 9781845414788

- 2004. Nature-Based Tourism in Peripheral Areas. Aspects of Tourism Series. Con C. Michael Hall. Eds. C Michael Hall, Prof, Stephen Boyd. Publicó Channel View Publications, 283 p. ISBN 1845413202, ISBN 9781845413200

- 2003. Heritage Tourism. Themes in tourism. Con Dallen J. Timothy, ed. ilustrada de Prentice Hall, 327 p. ISBN 0582369703, ISBN 9780582369702